# 黄叶地不容
黄叶地不容（学名：Stephania viridiflavens）为防已科千金藤属的植物，为中国的特有植物。分布于中国大陆的云南、贵州、广西等地，生长于海拔700米至1,200米的地区，多生长于石灰岩地区的石山上，目前尚未由人工引种栽培。